# Campeonato de Primera División 1943 (Argentina)
El Campeonato de Primera División 1943, fue la decimotercera temporada y decimoquinto certamen de la era profesional de la Primera División del fútbol argentino. Se desarrolló entre el 18 de abril y el 5 de diciembre, en dos ruedas de todos contra todos. 
El campeón fue el Club Atlético Boca Juniors, que se consagró en la última fecha con un triunfo por 2 a 0, en condición de visitante, frente al Club Ferro Carril Oeste, recuperando el protagonismo que había perdido a manos del Club Atlético River Plate en los dos últimos años.
Descendió por primera vez a Segunda División, el Club de Gimnasia y Esgrima La Plata, último en la tabla de posiciones al terminar el torneo.

## Ascensos y descensos
| Pos | Equipo ascendido |
| --- | ---------------- |
| 1.º | Rosario Central  |

| Pos  | Equipo descendido en la temporada 1942 |
| ---- | -------------------------------------- |
| 16.º | Tigre                                  |

## Equipos
| Equipo             | Ciudad       |
| ------------------ | ------------ |
| Atlanta            | Buenos Aires |
| Banfield           | Banfield     |
| Boca Juniors       | Buenos Aires |
| Chacarita Juniors  | Buenos Aires |
| Estudiantes        | La Plata     |
| Ferro Carril Oeste | Buenos Aires |
| Gimnasia y Esgrima | La Plata     |
| Huracán            | Buenos Aires |
| Independiente      | Avellaneda   |
| Lanús              | Lanús        |
| Newell's Old Boys  | Rosario      |
| Platense           | Buenos Aires |
| Racing Club        | Avellaneda   |
| River Plate        | Buenos Aires |
| Rosario Central    | Rosario      |
| San Lorenzo        | Buenos Aires |

### Distribución geográfica de los equipos
| Región                 | Cant. | Equipos |
| ---------------------- | ----- | --- |
| Ciudad de Buenos Aires | 8     | Atlanta, Chacarita Juniors, Boca Juniors, Ferro Carril Oeste, Huracán, Platense, River Plate y San Lorenzo |
| Conurbano bonaerense   | 4     | Banfield, Independiente, Lanús y Racing Club                                                               |
| Ciudad de La Plata     | 2     | Estudiantes y Gimnasia y Esgrima                                                                           |
| Ciudad de Rosario      | 2     | Newell's Old Boys y Rosario Central                                                                        |

## Tabla de posiciones final
| Pos. | Equipo                  | Pts. | PJ | PG | PE | PP | GF | GC | Dif. |
| ---- | ----------------------- | ---- | -- | -- | -- | -- | -- | -- | ---- |
| 1.º  | Boca Juniors            | 45   | 30 | 18 | 9  | 3  | 79 | 42 | 37   |
| 2.º  | River Plate             | 44   | 30 | 19 | 6  | 5  | 74 | 38 | 36   |
| 3.º  | San Lorenzo             | 35   | 30 | 14 | 7  | 9  | 72 | 53 | 19   |
| 4.º  | Huracán                 | 31   | 30 | 13 | 5  | 12 | 52 | 51 | 1    |
| 5.º  | Estudiantes (LP)        | 31   | 30 | 12 | 7  | 11 | 53 | 53 | 0    |
| 6.º  | Independiente           | 30   | 30 | 12 | 6  | 12 | 61 | 50 | 11   |
| 7.º  | Platense                | 30   | 30 | 12 | 6  | 12 | 52 | 52 | 0    |
| 8.º  | Racing Club             | 30   | 30 | 11 | 8  | 11 | 54 | 58 | −4   |
| 9.º  | Rosario Central         | 29   | 30 | 11 | 7  | 12 | 53 | 54 | −1   |
| 10.º | Lanús                   | 28   | 30 | 10 | 8  | 12 | 59 | 58 | 1    |
| 11.º | Atlanta                 | 27   | 30 | 10 | 7  | 13 | 57 | 70 | −13  |
| 12.º | Newell's Old Boys       | 26   | 30 | 8  | 10 | 12 | 44 | 54 | −10  |
| 13.º | Chacarita Juniors       | 26   | 30 | 8  | 10 | 12 | 42 | 59 | −17  |
| 14.º | Banfield                | 25   | 30 | 9  | 7  | 14 | 50 | 68 | −18  |
| 15.º | Ferro Carril Oeste      | 23   | 30 | 8  | 7  | 15 | 41 | 60 | −19  |
| 16.º | Gimnasia y Esgrima (LP) | 20   | 30 | 7  | 6  | 17 | 54 | 77 | −23  |

|  | Campeón.                         |
|  | Descendió a la Segunda División. |

- Todos clasificaron a la Copa de la República 1943

## Resultados
1.ª fecha
- 18/04/1943 Racing Club 1 (Isidoro Orleans), Boca Juniors 3 (Jaime Sarlanga y Mario Boyé 2) (Nota: Se jugó en Independiente).
- 18/04/1943 San Lorenzo 4 (Alfredo Borgnia, Mateo Nicolau e Isidro Lángara 2), Independiente 2 (Arsenio Erico y Fernando Walter)
- 18/04/1943 River Plate 2 (Ángel Labruna 2), Huracán 1 (Manuel Giúdice)
- 18/04/1943 Banfield 5 (Florencio Caffaratti 3 y Armando Farro 2), Estudiantes de La Plata 3 (Juan J. Negri, Manuel Pelegrina y Jorge Meza)
- 18/04/1943 Chacarita Juniors 1 (Manuel Cabral), Newell’s Old Boys 1 (Mario Morosano)
- 18/04/1943 Rosario Central 2 (Antonio Funes y Waldino Aguirre), Atlanta 0
- 18/04/1943 Ferro Carril Oeste 1 (Alberto Lijé), Platense 0
- 18/04/1943 Gimnasia y Esgrima La Plata 3 (Alberto Cerioni y José Tombell 2 (1p)), Lanús 1 (Julio Gómez)

2.ª fecha
- 25/04/1943 Independiente 0, River Plate 2 (Juan C. Muñoz 2)
- 25/04/1943 Boca Juniors 4 (Jaime Sarlanga 2, Severino Varela y Mariano Sánchez), Rosario Central 1 (Manuel Antúnez)
- 25/04/1943 Newell’s Old Boys 2 (Héctor Calanchini y Humberto Fiore), San Lorenzo 1 (Mario Fernández)
- 25/04/1943 Gimnasia y Esgrima La Plata 1 (Roberto Rodríguez), Banfield 1 (Rafael Sanz)
- 25/04/1943 Platense 3 (Raúl Frutos 2 y Arturo Buján), Racing Club 1 (Isidoro Orleans)
- 25/04/1943 Lanús 2 (Dardo Ledesma y Luis Arrieta), Ferro Carril Oeste 0
- 25/04/1943 Atlanta 2 (Roberto Martino y Enrique Espinosa), Chacarita Juniors 1 (Juan C. Lorenzo)
- 25/04/1943 Huracán 3 (Llamil Simes y Ramón Guerra 2), Estudiantes de La Plata 2 (Juan J. Negri y Julio Gagliardo) (Nota: Se jugó en Ferro Carril Oeste).

3.ª fecha
- 02/05/1943 River Plate 3 (José M. Moreno y Adolfo Pedernera 2 (1p)), Newell’s Old Boys 3 (Juan S. Ferreyra 2 y René Pontoni)
- 02/05/1943 Rosario Central 1 (Antonio Funes (p)), Platense 1 (Raúl Frutos)
- 02/05/1943 Racing Club 1 (Roberto D’Alessandro), Lanús 1 (Julio Gómez)
- 02/05/1943 Banfield 1 (Roberto Aballay), Huracán 2 (Ramón Guerra 2)
- 02/05/1943 Chacarita Juniors 2 (Manuel Dorado y Fabio Cassán), Boca Juniors 2 (Severino Varela (p) y Jaime Sarlanga)
- 02/05/1943 San Lorenzo 2 (Mario Fernández y Mateo Nicolau), Atlanta 3 (José Sbaffi, Turello y Roberto Martino)
- 02/05/1943 Ferro Carril Oeste 1 (José Pérez), Gimnasia y Esgrima La Plata 1 (Gabino Arregui)
- 02/05/1943 Estudiantes de La Plata 2 (Juan J. Negri 2), Independiente 1 (Francisco Walter)

4.ª fecha
- 09/05/1943 Boca Juniors 2 (Mario Boyé 2), San Lorenzo 5 (Roberto Martino, Isidro Lángara 2 y Alfredo Borgnia 2)
- 09/05/1943 Platense 4 (Roberto Torielli, Raúl Frutos 2 (1p) y Alberto Belén), Chacarita Juniors 1 (Amador Regueyro) (Nota: Se jugó en River Plate).
- 09/05/1943 Ferro Carril Oeste 2 (Alberto Lorenzo 2), Banfield 1 (Armando Farro)
- 09/05/1943 Lanús 1 (Luis Arrieta (p)), Rosario Central 2 (Rubén Bravo y Waldino Aguirre)
- 09/05/1943 Independiente 6 (Arsenio Erico, Fernando Walter, Bienvenido Paranza 2 y Francisco de la Mata 2), Huracán 2 (Delfín Unzué y Ramón Guerra)
- 09/05/1943 Atlanta 3 (Roberto Martino, Turello y Norberto Pairoux), River Plate 1 (Adolfo Pedernera) (Nota: Se jugó en Chacarita Juniors).
- 09/05/1943 Newell’s Old Boys 0, Estudiantes de La Plata 2 (Manuel Pelegrina y Juan J. Negri)
- 09/05/1943 Gimnasia y Esgrima La Plata 2 (Roberto Rodríguez y Gabino Arregui), Racing Club 2 (Alberto Blanes e/c y Roberto D’Alessandro)

5.ª fecha
- 16/05/1943 Racing Club 2 (Roberto D’Alessandro y Félix Díaz), Ferro Carril Oeste 1 (Alberto Lorenzo (p))
- 16/05/1943 Huracán 1 (Delfín Unzué), Newell’s Old Boys 1 (José Canteli) (Nota: Se jugó en Ferro Carril Oeste).
- 16/05/1943 Banfield 2 (Roberto Aballay y Florencio Caffaratti), Independiente 4 (Vicente de la Mata, Fernando Walter 2 y Arsenio Erico)
- 16/05/1943 Rosario Central 3 (Antonio Funes 2 y Waldino Aguirre), Gimnasia y Esgrima La Plata 1 (José Tombell (p))
- 16/05/1943 River Plate 3 (Ángel Labruna 2 y Juan C. Muñoz), Boca Juniors 1 (Severino Varela)
- 16/05/1943 Chacarita Juniors 2 (Amador Regueyro y Armando Adán), Lanús 0
- 16/05/1943 Estudiantes de La Plata 7 (Jorge Meza 2, Manuel Pelegrina 2, Carlos Cirico, Julio Gagliardo y Juan J. Negri), Atlanta 2 (Norberto Pairoux 2)
- 16/05/1943 San Lorenzo 1 (Alfredo Borgnia), Platense 2 (Raimundo Sandoval y Raúl Frutos)

6.ª fecha
- 23/05/1943 Boca Juniors 1 (Severino Varela), Estudiantes de La Plata 1 (Julio Gagliardo)
- 23/05/1943 Ferro Carril Oeste 2 (José Pérez y Alberto Lijé), Rosario Central 0
- 23/05/1943 Lanús 3 (Luis Arrieta 2 y Miguel Garcés), San Lorenzo 3 (Tomás Etchepare, Rinaldo Martino y Alfredo Borgnia)
- 23/05/1943 Platense 0, River Plate 1 (Román Quevedo) (Nota: Se jugó en San Lorenzo).
- 23/05/1943 Newell’s Old Boys 2 (René Pontoni y José Canteli), Independiente 1 (Vicente de la Mata)
- 23/05/1943 Racing Club 1 (Félix Díaz), Banfield 3 (Roberto Aballay, Florencio Caffaratti y Salvador Álvarez)
- 23/05/1943 Gimnasia y Esgrima La Plata 2 (José Ceballos y Roberto Scarone), Chacarita Juniors 2 (José Barreiro 2)
- 23/05/1943 Atlanta 2 (Enrique Espinosa y Turello), Huracán 2 (Ramón Guerra y Jaime Cruz e/c)

7.ª fecha
- 29/05/1943 Huracán 3 (Juan C. Salvini, Rubén Perdomo y Delfín Unzué), Boca Juniors 1 (Julio Rosell) (Nota: Se jugó en San Lorenzo).
- 30/05/1943 Banfield 1 (Florencio Caffaratti), Newell’s Old Boys 1 (Juan C. Cámer)
- 30/05/1943 Independiente 3 (Fernando Walter, Arsenio Erico y Juan J. Maril), Atlanta 1 (Turello)
- 30/05/1943 Estudiantes de La Plata 1 (Saúl Ongaro (p)), Platense 1 (Alberto Belén)
- 30/05/1943 River Plate 0, Lanús 3 (Luis Arrieta 3 (1p))
- 30/05/1943 Chacarita Juniors 2 (José Barreiro 2), Ferro Carril Oeste 1 (Ernesto Liztherman e/c)
- 30/05/1943 Rosario Central 2 (Tranquilino Mello y Waldino Aguirre), Racing Club 0
- 30/05/1943 San Lorenzo 4 (Alfredo Borgnia, Tomás Etchepare y Rinaldo Martino 2), Gimnasia y Esgrima La Plata 1 (Pedro Gordillo)

8.ª fecha
- 06/06/1943 Boca Juniors 3 (Severino Varela 3 (1p)), Independiente 1 (Arsenio Erico)
- 06/06/1943 Gimnasia y Esgrima La Plata 2 (Roberto Rodríguez y Gabino Arregui), River Plate 3 (José M. Moreno, Adolfo Pedernera y Ángel Labruna)
- 06/06/1943 Lanús 5 (Oscar Contreras 2 y Luis Arrieta 3), Estudiantes de La Plata 1 (Fortunato Desagastizábal)
- 06/06/1943 Rosario Central 1 (Rubén Bravo), Banfield 0
- 06/06/1943 Ferro Carril Oeste 0, San Lorenzo 5 (Ángel Zubieta, José Arnaldo, Rinaldo Martino y Tomás Etchepare 2)
- 06/06/1943 Platense 1 (Raúl Frutos), Huracán 0
- 06/06/1943 Atlanta 3 (Norberto Pairoux 2 y Roberto Martino), Newell’s Old Boys 0
- 06/06/1943 Racing Club 2 (Félix Díaz y Ezra Sued), Chacarita Juniors 2 (Manuel Aragüez (p) y Manuel Dorado)

9.ª fecha
- 13/06/1943 Newell’s Old Boys 0, Boca Juniors 0
- 13/06/1943 San Lorenzo 2 (Alfredo Borgnia 2), Racing Club 1 (Félix Díaz)
- 13/06/1943 Independiente 2 (Arsenio Erico 2), Platense 0
- 13/06/1943 River Plate 3 (Adolfo Pedernera 2 (1p) y Ángel Labruna), Ferro Carril Oeste 1 (Daniel Pícaro)
- 13/06/1943 Huracán 3 (Emilio Baldonedo, Plácido Rodríguez y Juan C. Salvini), Lanús 1 (Ezequiel Reynoso) (Nota: Se jugó en Ferro Carril Oeste).
- 13/06/1943 Chacarita Juniors 1 (Manuel Aragüez), Rosario Central 2 (Waldino Aguirre y Rubén Bravo)
- 13/06/1943 Estudiantes de La Plata 2 (Carlos Cirico y Juan J. Negri), Gimnasia y Esgrima La Plata 1 (Alberto Cerioni)
- 13/06/1943 Banfield 0, Atlanta 0

10.ª. fecha
- 20/06/1943 Racing Club 0, River Plate 0
- 20/06/1943 Rosario Central 2 (Rubén Marracino y Rubén Bravo), San Lorenzo 0
- 20/06/1943 Boca Juniors 3 (Jaime Sarlanga y Severino Varela 2 (2p)), Atlanta 1 (José M. Marante e/c)
- 20/06/1943 Gimnasia y Esgrima La Plata 0, Huracán 4 (Ramón Guerra 2, Norberto Méndez y Juan C. Salvini)
- 20/06/1943 Ferro Carril Oeste 1 (Daniel Pícaro), Estudiantes de La Plata 3 (Jorge Meza 2 y Carlos Cirico)
- 20/06/1943 Platense 3 (Roberto Torielli, Alberto Belén y Raúl Frutos), Newell’s Old Boys 0
- 20/06/1943 Chacarita Juniors 5 (Manuel Aragüez 3 (2p), José Barreiro y Armando Adán), Banfield 2 (Roberto Aballay 2 (1p))
- 20/06/1943 Lanús 1 (Dardo Ledesma), Independiente 3 (Atilio Ducca e/c, Fernando Walter y Arsenio Erico)

11.ª fecha
- 27/06/1943 River Plate 4 (Adolfo Pedernera 2 (1p), José M. Moreno y Saturnino Yebra e/c), Rosario Central 2 (Rubén Bravo 2)
- 27/06/1943 Banfield 0, Boca Juniors 0
- 27/06/1943 San Lorenzo 3 (Mario Fernández 2 y Rinaldo Martino), Chacarita Juniors 1 (Juan C. Lorenzo)
- 27/06/1943 Huracán 4 (Norberto Méndez 2 y Ramón Guerra 2), Ferro Carril Oeste 1 (Alberto Lijé) (Nota: Se jugó en San Lorenzo en horario matutino).
- 27/06/1943 Atlanta 0, Platense 4 (Raúl Frutos 3 y Roque Valsecchi)
- 27/06/1943 Independiente 4 (Fernando Walter, Arsenio Erico 2 y Vicente de la Mata), Gimnasia y Esgrima La Plata 0
- 27/06/1943 Newell’s Old Boys 3 (Humberto Fiore 2 y José Canteli), Lanús 2 (Atilio Ducca y Ezequiel Reynoso)
- 27/06/1943 Estudiantes de La Plata 1 (Juan J. Negri), Racing Club 1 (José García)

12.ª fecha
- 04/07/1943 Platense 2 (Alberto Belén y José N. Toledo), Boca Juniors 2 (Jaime Sarlanga y Severino Varela)
- 04/07/1943 Gimnasia y Esgrima La Plata 4 (Alberto Cerioni 2, Roberto Gayol y Arturo Naón), Newell’s Old Boys 1 (Juan C. Cámer)
- 04/07/1943 Racing Club 1 (Antonio García), Huracán 1 (Delfín Unzué)
- 04/07/1943 Chacarita Juniors 1 (Manuel Dorado), River Plate 1 (Bruno Rodolfi)
- 04/07/1943 Ferro Carril Oeste 1 (Alberto Lijé), Independiente 0
- 04/07/1943 Lanús 1 (Ezequiel Reynoso), Atlanta 0
- 04/07/1943 Rosario Central 1 (Rubén Bravo), Estudiantes de La Plata 2 (Oscar Garro y Carlos Cirico)
- 04/07/1943 San Lorenzo 2 (Rinaldo Martino y Tomás Etchepare), Banfield 0

13.ª fecha
- 25/07/1943 Newell’s Old Boys 3 (Juan S. Ferreyra 2 y Mario Morosano), Ferro Carril Oeste 2 (Alberto Lijé y Rodolfo Danza)
- 01/08/1943 River Plate 5 (Aristóbulo Deambrosi, Ángel Labruna, Adolfo Pedernera, Félix Loustau y José M. Moreno), San Lorenzo 2 (Francisco de la Mata 2)
- 01/08/1943 Boca Juniors 5 (Severino Varela 2, Jaime Sarlanga y Mario Boyé 2), Lanús 3 (Luis Arrieta 2 y Alfredo Zárraga)
- 01/08/1943 Huracán 0, Rosario Central 1 (Antonio Funes) (Nota: Se jugó en Ferro Carril Oeste).
- 01/08/1943 Estudiantes de La Plata 2 (Juan J. Negri y Ricardo Infante), Chacarita Juniors 2 (José Barreiro y Armando Adán)
- 01/08/1943 Atlanta 1 (Norberto Pairoux (p)), Gimnasia y Esgrima La Plata 3 (Roberto Gayol y Roberto Rodríguez 2)
- 01/08/1943 Independiente 1 (Vicente de la Mata), Racing Club 2 (Roberto D’Alessandro e Isidoro Orleans)
- 01/08/1943 Banfield 2 (Florencio Caffaratti (p) y Salvador Laporta), Platense 0

14.ª fecha
- 08/08/1943 Gimnasia y Esgrima La Plata 0, Boca Juniors 1 (Pio Corcuera)
- 08/08/1943 River Plate 6 (Félix Loustau 2, Ángel Labruna 3 y Alberto Gallo), Banfield 2 (José L. Walter y Salvador Laporta)
- 08/08/1943 San Lorenzo 4 (Mario Fernández 2, Rinaldo Martino (p) y Alfredo Borgnia), Estudiantes de La Plata 1 (Manuel Pelegrina)
- 08/08/1943 Racing Club 4 (Isidoro Orleans, Ezra Sued y Roberto D’Alessandro 2), Newell’s Old Boys 3 (José Canteli 2 y René Pontoni)
- 08/08/1943 Ferro Carril Oeste 1 (Delfín Benítez Cáceres), Atlanta 3 (José Bedia, Norberto Pairoux y Roberto Martino)
- 08/08/1943 Lanús 1 (Rodolfo Carreras), Platense 1 (Roberto Torielli)
- 08/08/1943 Rosario Central 2 (Rubén Marracino y Manuel Antúnez), Independiente 2 (Vicente Sánchez y Celestino Martínez)
- 08/08/1943 Chacarita Juniors 1 (Armando Adán), Huracán 0

15.ª fecha
- 15/08/1943 Boca Juniors 2 (Jaime Sarlanga y Mario Boyé), Ferro Carril Oeste 0
- 15/08/1943 Estudiantes de La Plata 2 (Oscar Garro y Manuel Pelegrina), River Plate 1 (Adolfo Pedernera)
- 15/08/1943 Platense 4 (Raúl Frutos, José N. Toledo 2 y Alberto Salvado), Gimnasia y Esgrima La Plata 2 (Roberto Rodríguez y Arturo Naón)
- 15/08/1943 Banfield 2 (Salvador Laporta y Rafael Sanz), Lanús 1 (Luis Arrieta)
- 15/08/1943 Atlanta 1 (Norberto Pairoux (p)), Racing Club 1 (Félix Díaz (p))
- 15/08/1943 Huracán 1 (Emilio Baldonedo), San Lorenzo 1 (Francisco de la Mata) (Nota: Se jugó en Ferro Carril Oeste).
- 15/08/1943 Independiente 2 (Vicente Sánchez y Vicente de la Mata), Chacarita Juniors 0
- 15/08/1943 Newell’s Old Boys 0, Rosario Central 1 (Antonio Funes)

16.ª fecha
- 22/08/1943 Boca Juniors 4 (José Salomón e/c, Jaime Sarlanga 2 y Mariano Sánchez), Racing Club 2 (Isidoro Orleans y José García)
- 22/08/1943 Huracán 0, River Plate 3 (Ángel Labruna 2 y Adolfo Pedernera (p)) (Nota: Se jugó en San Lorenzo).
- 22/08/1943 Independiente 1 (Arsenio Erico), San Lorenzo 2 (Francisco de la Mata y Tomás Etchepare)
- 22/08/1943 Estudiantes de La Plata 2 (Fortunato Desagastizábal y Manuel Pelegrina), Banfield 0
- 22/08/1943 Newell’s Old Boys 3 (René Pontoni 2 y José Canteli), Chacarita Juniors 1 (Amador Regueyro)
- 22/08/1943 Lanús 4 (Julio Gómez 2 y Luis Arrieta 2), Gimnasia y Esgrima La Plata 3 (Roberto Rodríguez y Roberto Scarone 2 (1p))
- 22/08/1943 Platense 1 (Roberto Torielli), Ferro Carril Oeste 0
- 22/08/1943 Atlanta 3 (José Sbaffi , Roberto Martino y Norberto Pairoux), Rosario Central 2 (Antonio Funes 2 (1p))

17.ª fecha
- 29/08/1943 Rosario Central 2 (Rubén Bravo y Antonio Funes (p)), Boca Juniors 2 (Mario Boyé y Pio Corcuera)
- 29/08/1943 Racing Club 5 (Félix Díaz, Ezra Sued, Roberto D’Alessandro 2 y Mario Tosoni), Platense 2 (Raúl Valsecchi y Raúl Frutos (p))
- 29/08/1943 Chacarita Juniors 2 (Manuel Cabral y José Barreiro), Atlanta 1 (José Sbaffi)
- 29/08/1943 Banfield 1 (Armando Farro), Gimnasia y Esgrima La Plata 1 (Arturo Naón)
- 29/08/1943 Estudiantes de La Plata 1 (Fortunato Desagastizábal), Huracán 0
- 29/08/1943 River Plate 2 (Félix Loustau y Ángel Labruna), Independiente 1 (Arsenio Erico)
- 29/08/1943 Ferro Carril Oeste 3 (Francisco Páez y Rodolfo Danza 2), Lanús 2 (Juan A. Fattoni y Ezequiel Reynoso)
- 29/08/1943 San Lorenzo 3 (Rinaldo Martino, Mario Fernández y Ángel Zubieta), Newell’s Old Boys 1 (Humberto Fiore)

18.ª fecha
- 05/09/1943 Boca Juniors 10 (Pio Corcuera 4, Severino Varela 3, Jaime Sarlanga 2 y Mario Boyé), Chacarita Juniors 1 (Mario Sierro)
- 05/09/1943 Huracán 4 (Alberto Crotti, Plácido Rodríguez y Emilio Baldonedo), Banfield 2 (Eduardo Silvera y Roberto Aballay) (Nota: Se jugó en Ferro Carril Oeste).
- 05/09/1943 Newell’s Old Boys 2 (Juan S. Ferreyra y René Pontoni), River Plate 2 (Félix Loustau y Ángel Labruna)
- 05/09/1943 Lanús 3 (Ezequiel Reynoso, Julio Gómez y Mario Casagrande), Racing Club 1 (Félix Díaz)
- 05/09/1943 Independiente 0, Estudiantes de La Plata 0
- 05/09/1943 Platense 3 (Raúl Frutos 3), Rosario Central 1 (Rodolfo De Zorzi)
- 05/09/1943 Gimnasia y Esgrima La Plata 4 (Roberto Rodríguez 2, Arturo Naón y Alberto Cerioni), Ferro Carril Oeste 4 (Delfín Benítez Cáceres 2 y Francisco Páez 2)
- 05/09/1943 Atlanta 4 (Miguel Turello, Manuel Rodríguez, Norberto Pairoux y Roberto Martino), San Lorenzo 3 (Tomás Etchepare, Rinaldo Martino y Mario Fernández) (Nota: Se jugó en Chacarita Juniors).

19.ª fecha
- 12/09/1943 Rosario Central 3 (Rubén Bravo y Antonio Funes 2), Lanús 1 (José Rosendo)
- 19/09/1943 San Lorenzo 4 (Alfredo Borgnia 2, Rinaldo Martino y Tomás Etchepare), Boca Juniors 6 (Julio Rosell, Jaime Sarlanga 2, Bernardo Gandulla, José M. Marante y Pio Corcuera)
- 19/09/1943 River Plate 3 (Aristóbulo Deambrosi 2 y Adolfo Pedernera), Atlanta 0
- 19/09/1943 Estudiantes de La Plata 2 (Carlos Cirico y Manuel Pelegrina), Newell’s Old Boys 1 (Juan S. Ferreyra (p))
- 19/09/1943 Huracán 3 (Alberto Crotti, Jorge Alberti y Plácido Rodríguez), Independiente 2 (Fernando Walter y Arsenio Erico) (Nota: Se jugó en Ferro Carril Oeste).
- 19/09/1943 Racing Club 3 (Isidoro Orleans y Roberto D’Alessandro 2), Gimnasia y Esgrima La Plata 0
- 19/09/1943 Banfield 1 (Eduardo Silvera), Ferro Carril Oeste 1 (Francisco Páez)
- 19/09/1943 Chacarita Juniors 0, Platense 2 (Raúl Valsecchi y Raúl Frutos)

20.ª fecha
- 26/09/1943 Ferro Carril Oeste 1 (José Pérez), Racing Club 2 (Isidoro Orleans y Roberto D’Alessandro)
- 26/09/1943 Newell’s Old Boys 0, Huracán 1 (Alberto Crotti)
- 26/09/1943 Independiente 2 (Juan J. Olivero y Fernando Walter), Banfield 1 (Armando Farro)
- 26/09/1943 Gimnasia y Esgrima La Plata 6 (Oscar Montañez, Oscar Larretchart, Roberto Rodríguez 3 y Gabino Arregui), Rosario Central 3 (Rubén Marracino 2 y Rubén Bravo)
- 26/09/1943 Boca Juniors 2 (Severino Varela 2), River Plate 1 (Félix Loustau)
- 26/09/1943 Platense 0, San Lorenzo 2 (Alfredo Borgnia y Rinaldo Martino)
- 26/09/1943 Lanús 2 (Atilio Ducca (p) y Luis Arrieta), Chacarita Juniors 2 (Manuel Aragüez (p) y Mario Sierro)
- 26/09/1943 Atlanta 4 (José Sbaffi, Roberto Martino, Eduardo Rodríguez e/c y Francisco Rodríguez), Estudiantes de La Plata 1 (Luis Villa)

21ra. fecha
- 03/10/1943 Estudiantes de La Plata 0, Boca Juniors 2 (Mario Boyé y Jaime Sarlanga)
- 03/10/1943 Huracán 1 (Alberto Crotti), Atlanta 2 (Norberto Pairoux (p) y Francisco Rodríguez) (Nota: Se jugó en Ferro Carril Oeste).
- 03/10/1943 Banfield 2 (Armando Farro y Eduardo Silvera), Racing Club 1 (Isidoro Orleans)
- 03/10/1943 Chacarita Juniors 2 (Manuel Cabral y Mario Sierro), Gimnasia y Esgrima La Plata 0
- 03/10/1943 River Plate 2 (Adolfo Pedernera y Félix Loustau), Platense 1 (Roberto Torielli)
- 03/10/1943 San Lorenzo 2 (Rinaldo Martino (p) y Alfredo Borgnia), Lanús 2 (Luis Arrieta 2)
- 03/10/1943 Independiente 2 (Fernando Walter y Vicente de la Mata), Newell’s Old Boys 1 (Reinaldo Martino)
- 03/10/1943 Rosario Central 2 (Rubén Bravo 2), Ferro Carril Oeste 3 (Rodolfo Danza 2 y Alberto Lijé)

22da. fecha
- 10/10/1943 Boca Juniors 3 (Bernardo Gandulla, Pio Corcuera y Jaime Sarlanga), Huracán 0
- 10/10/1943 Lanús 3 (Luis Arrieta, José Rosendo y Ezequiel Contreras), River Plate 2 (Adolfo Pedernera y Alberto Gallo)
- 10/10/1943 Racing Club 5 (Félix Díaz 3 (1p), Isidoro Orleans y Roberto D’Alessandro), Rosario Central 4 (Ángel De Cicco, Waldino Aguirre, Rubén Bravo y José H. García Pérez e/c)
- 10/10/1943 Ferro Carril Oeste 2 (Delfín Benítez Cáceres y Rodolfo Danza (p)), Chacarita Juniors 1 (Mario Sierro)
- 10/10/1943 Platense 0, Estudiantes de La Plata 4 (Oscar Garro, Julio Gagliardo, Juan J. Negri y Carlos Cirico)
- 10/10/1943 Newell’s Old Boys 0, Banfield 0
- 10/10/1943 Atlanta 3 (Roberto Martino, Norberto Pairoux y Miguel Turello), Independiente 7 (Vicente de la Mata 2, Arsenio Erico 3, Fernando Walter y Reinaldo Mourín)
- 10/10/1943 Gimnasia y Esgrima La Plata 0, San Lorenzo 5 (Tomás Etchepare 3, Alfredo Borgnia y Francisco de la Mata)

23ra. fecha
- 17/10/1943 Independiente 0, Boca Juniors 0
- 17/10/1943 River Plate 3 (Ángel Labruna 2 y José M. Moreno), Gimnasia y Esgrima La Plata 1 (Arturo Naón)
- 17/10/1943 Huracán 3 (Jorge Alberti (p) y Juan C. Salvini 2), Platense 2 (Roberto Torielli y Raúl Valsecchi) (Nota: Se jugó en Ferro Carril Oeste).
- 17/10/1943 Newell’s Old Boys 5 (René Pontoni 2, José Canteli 2 y José J. Coll), Atlanta 4 (Miguel Turello, José Sbaffi 2 y Norberto Pairoux)
- 17/10/1943 San Lorenzo 3 (Salvador Grecco, Tomás Etchepare y Joaquín Corvetto e/c), Ferro Carril Oeste 3 (Delfín Benítez Cáceres 2 y Rodolfo Danza)
- 17/10/1943 Chacarita Juniors 2 (Manuel Dorado 2), Racing Club 1 (Félix Díaz)
- 17/10/1943 Banfield 3 (Armando Farro, Salvador Laporta y Rafael Sanz), Rosario Central 2 (Rubén Bravo y Waldino Aguirre)
- 17/10/1943 Estudiantes de La Plata 5 (Julio Gagliardo 2 y Carlos Cirico 3), Lanús 4 (Ezequiel Contreras 2, Luis Arrieta (p) y José Rosendo)

24ta. fecha
- 24/10/1943 Boca Juniors 4 (Jaime Sarlanga 2, Pio Corcuera y José M. Marante (p)), Newell’s Old Boys 2 (José Canteli y René Pontoni)
- 24/10/1943 Racing Club 3 (Roberto D’Alessandro y Félix Díaz 2), San Lorenzo 1 (Rinaldo Martino)
- 24/10/1943 Ferro Carril Oeste 1 (Joaquín Corvetto), River Plate 2 (Aristóbulo Deambrosi y Alberto Gallo)
- 24/10/1943 Gimnasia y Esgrima La Plata 2 (Oscar Larretchart 2), Estudiantes de La Plata 0 (Nota: Suspendido a los 72’, por incidentes, con el marcador 2-0. No continuó ni se modificó el marcador).
- 24/10/1943 Atlanta 7 (José Bedia, José Sbaffi 2, Norberto Pairoux 2, Miguel Turello y Roberto Martino), Banfield 3 (Salvador Álvarez, Eduardo Silvera y Salvador Laporta)
- 24/10/1943 Rosario Central 0, Chacarita Juniors 1 (Juan C. Lorenzo)
- 24/10/1943 Lanús 0, Huracán 1 (Rubén Perdomo)
- 24/10/1943 Platense 5 (Raúl Valsecchi 2, Alberto Salvado 2 y Raúl Frutos), Independiente 3 (Vicente de la Mata, Osvaldo Bianco y Juan J. Maril)

25ta. fecha
- 31/10/1943 River Plate 5 (José M. Moreno, Ángel Labruna 3 y Adolfo Pedernera), Racing Club 0
- 31/10/1943 Atlanta 1 (Miguel Turello), Boca Juniors 1 (Severino Varela) (Nota: Se jugó en Chacarita Juniors).
- 31/10/1943 San Lorenzo 3 (Alfredo Borgnia, Ángel Zubieta y Mario Fernández), Rosario Central 3 (Uberto Giménez 3)
- 31/10/1943 Independiente 1 (Osvaldo Bianco), Lanús 1 (Luis Arrieta)
- 31/10/1943 Huracán 5 (Rubén Perdomo, Juan C. Salvini 2, Carlos Marinelli y Llamil Simes), Gimnasia y Esgrima La Plata 2 (Roberto Rodríguez 2) (Nota: Se jugó en Ferro Carril Oeste).
- 31/10/1943 en Quilmes: Estudiantes de La Plata 0, Ferro Carril Oeste 1 (Rodolfo Danza) (Nota: Se jugó en Quilmes).
- 31/10/1943 Newell’s Old Boys 2 (José Canteli 2), Platense 2 (Raúl Frutos 2)
- 31/10/1943 Banfield 5 (Florencio Caffaratti, Armando Farro 3 y Eduardo Silvera), Chacarita Juniors 3 (Juan C. Lorenzo, Carlos Bruno y José Barreiro)

26ta. fecha
- 07/11/1943 Boca Juniors 3 (Jaime Sarlanga, Severino Varela (p) y Pio Corcuera), Banfield 1 (Armando Farro)
- 07/11/1943 Chacarita Juniors 0, San Lorenzo 0
- 07/11/1943 Rosario Central 1 (Rubén Bravo), River Plate 1 (Ángel Labruna)
- 07/11/1943 Racing Club 3 (Roberto D’Alessandro 2 e Isidoro Orleans), Estudiantes de La Plata 2 (Carlos Cirico y Manuel Pelegrina) (Nota: Se jugó en Independiente).
- 07/11/1943 Gimnasia y Esgrima La Plata 3 (Pedro Gordillo 2 y José Tombell (p)), Independiente 2 (Vicente Sánchez y Vicente de la Mata)
- 07/11/1943 Lanús 1 (Ezequiel Reynoso), Newell’s Old Boys 0
- 07/11/1943 Platense 1 (Juan S. Prado), Atlanta 1 (Norberto Pairoux)
- 07/11/1943 Ferro Carril Oeste 2 (Joaquín Corvetto y Rodolfo Danza), Huracán 4 (Jorge Alberti, Norberto Méndez y Rubén Perdomo 2)

27ma. fecha
- 13/11/1943 Estudiantes de La Plata 1 (Manuel Pelegrina), Rosario Central 1 (Ernesto Vidal) (Nota: Se jugó en Chacarita Juniors).
- 14/11/1943 Boca Juniors 5 (Mario Boyé 2, Pio Corcuera 2 y Mariano Sánchez), Platense 1 (Raúl Frutos (p))
- 14/11/1943 River Plate 3 (Félix Loustau 2 (1p) y Ángel Labruna), Chacarita Juniors 0
- 14/11/1943 Huracán 2 (Plácido Rodríguez y Emilio Baldonedo), Racing Club 3 (Isidoro Orleans, Roberto D’Alessandro y Félix Díaz) (Nota: Se jugó en Ferro Carril Oeste).
- 14/11/1943 Independiente 2 (Osvaldo Bianco y Juan J. Maril), Ferro Carril Oeste 2 (Rodolfo Danza y Alberto Lijé)
- 14/11/1943 Atlanta 1 (Francisco Rodríguez), Lanús 1 (Ezequiel Reynoso)
- 14/11/1943 Banfield 3 (Florencio Caffaratti 2 y Héctor Gualdone), San Lorenzo 1 (Rinaldo Martino)
- 17/11/1943 Newell’s Old Boys 4 (José Canteli 3 y Rafael Franco), Gimnasia y Esgrima La Plata 1 (Roberto Rodríguez)

28va. fecha
- 20/11/1943 Chacarita Juniors 2 (José Barreiro y Juan C. Lorenzo), Estudiantes de La Plata 2 (Fortunato Desagastizábal 2)
- 21/11/1943 San Lorenzo 1 (Rinaldo Martino), River Plate 1 (Juan C. Muñoz)
- 21/11/1943 Platense 2 (Raúl Frutos (p) y José N. Toledo), Banfield 3 (Mario Scavone, Armando Farro y Roberto Aballay)
- 21/11/1943 Gimnasia y Esgrima La Plata 4 (Arturo Naón, Roberto Rodríguez, José Tombell (p) y Oscar Larretchart), Atlanta 1 (Roberto Martino)
- 21/11/1943 Rosario Central 4 (Isidoro Tissera 2, Rubén Bravo y Ernesto Vidal), Huracán 0
- 21/11/1943 Lanús 1 (Ezequiel Reynoso), Boca Juniors 1 (Jaime Sarlanga)
- 21/11/1943 Racing Club 2 (Roberto D’Alessandro e Isidoro Orleans), Independiente 2 (Fernando Walter y Vicente de la Mata)
- 21/11/1943 Ferro Carril Oeste 1 (Rodolfo Danza), Newell’s Old Boys 1 (René Pontoni)

29na. fecha
- 28/11/1943 Banfield 1 (Roberto Aballay), River Plate 6 (Félix Loustau 2 (1p), José Ramos, Alberto Gallo, Joaquín Martínez y Ángel Labruna)
- 28/11/1943 Newell’s Old Boys 1 (Ángel Perucca), Racing Club 0
- 28/11/1943 Estudiantes de La Plata 0, San Lorenzo 1 (Alfredo Borgnia)
- 28/11/1943 Platense 2 (Alberto Salvado 2), Lanús 4 (Dardo Ledesma, Luis Arrieta 2 y Ezequiel Reynoso)
- 28/11/1943 Boca Juniors 4 (Mario Boyé 2, Pio Corcuera y Severino Varela), Gimnasia y Esgrima La Plata 3 (Roberto Gayol y Roberto Rodríguez 2)
- 28/11/1943 Atlanta 2 (José Sbaffi y Norberto Pairoux), Ferro Carril Oeste 2 (Rodolfo Danza y José Pérez)
- 28/11/1943 Huracán 1 (Juan C. Salvini), Chacarita Juniors 1 (Manuel Dorado) (Nota: Se jugó en Ferro Carril Oeste).
- 28/11/1943 Independiente 3 (Vicente de la Mata, Arsenio Erico y Fernando Walter), Rosario Central 1 (Uberto Giménez)

30ma. fecha
- 04/12/1943 Rosario Central 1 (Carmelo Reynoso e/c), Newell’s Old Boys 1 (Humberto Fiore)
- 05/12/1943 Ferro Carril Oeste 0, Boca Juniors 2 (Jaime Sarlanga 2) (Nota: En esta jornada, Boca Juniors se consagró campeón).
- 05/12/1943 River Plate 3 (Ángel Labruna, Alberto Gallo y Joaquín Martínez), Estudiantes de La Plata 1 (Juan J. Negri)
- 05/12/1943 San Lorenzo 2 (Tomás Etchepare y Rinaldo Martino), Huracán 0
- 05/12/1943 Racing Club 3 (Roberto D’Alessandro, Félix Díaz e Isidoro Orleans), Atlanta 1 (Francisco Rodríguez)
- 05/12/1943 Gimnasia y Esgrima La Plata 1 (Pedro Gordillo), Platense 2 (Juan S. Prado y Raúl Frutos)
- 05/12/1943 Chacarita Juniors 0, Independiente 1 (Vicente de la Mata)
- 05/12/1943 Lanús 4 (Oscar Contreras, José Rosendo, Ezequiel Reynoso y Dardo Ledesma), Banfield 2 (Armando Farro y Rafael Sanz)

## Descensos y ascensos
Gimnasia y Esgrima (LP) descendió a segunda división, siendo reemplazado por Vélez Sarsfield para el Campeonato de Primera División 1944.

## Goleadores
| Jugador              | Jugador         | Goles | Equipo       |
| -------------------- | --------------- | ----- | ------------ |
| Bandera de Argentina | Luis Arrieta    | 23    | Lanús        |
| Bandera de Argentina | Raúl Frutos     | 23    | Platense     |
| Bandera de Argentina | Ángel Labruna   | 23    | River Plate  |
| Bandera de Argentina | Jaime Sarlanga  | 21    | Boca Juniors |
| Bandera de Uruguay   | Severino Varela | 20    | Boca Juniors |

## Copas nacionales
Al finalizar la temporada, se disputó la cuarta Copa Adrián C. Escobar, ganada por el Club Atlético Huracán, que repitió la conquista del año anterior. 
Se jugó también la primera edición del Campeonato de la República, Copa "General de División Pedro Pablo Ramírez", cuya final fue ganada por el Club Atlético San Lorenzo de Almagro frente al General Paz Juniors, de la ciudad de Córdoba.